# Gerhard Lindbichler
Gerhard Lindbichler (* 13. April 1940 in Wien) ist ein österreichischer Mathematiker, Gründer des Hauses der Mathematik in Wien (HdMa), Autor von Schul- und Fachbüchern und von Fachartikeln. Er ist auch Drehbuchautor, Kommentator und Produzent mathematischer Filme.

## Leben
Gerhard Lindbichler studierte an der Universität Wien Mathematik und Physik und absolvierte die Lehramtsprüfung bei Edmund Hlawka und Georg Stetter. Er promovierte bei Leopold Schmetterer und lehrte ab 1973 an der Pädagogischen Akademie in Wien Fachmathematik für Hauptschullehrer. Er ist seit 2001 im Ruhestand.
Lindbichler bemüht sich um eine Popularisierung der Mathematik und gründete 2003 das Haus der Mathematik. Ebenso ist es ihm ein großes Anliegen, österreichische Weltmathematiker in Filmen zu dokumentieren in der von ihm und der Österreichischen Mathematischen Gesellschaft (ÖMG) produzierten Filmreihe GESPRÄCHE MIT MATHEMATIKERN. Bis jetzt abgedreht: Leopold Schmetterer, Edmund Hlawka, Wolfgang Schmidt, Harald Niederreiter und Peter M. Gruber.

### Privates
Gerhard Lindbichler ist der Neffe von Friedrich Sacher und der Schwager von Franz Horak.

## Auszeichnungen
- 2001: Goldenes Ehrenzeichen für Verdienste um die Republik Österreich

## Schriften
- Über die uniforme Konvexität von Orliczräumen, Dissertation, Universität Wien 1965
- Naive Mengenlehre, schule und leben, Innsbruck, 1967
- Mathematik 7 (und Lösungsheft), Westermann-Verlag-Wien, 1976, ISBN 3-7034-8503-5
- Mathematik 8 (und Lösungsheft), Westermann-Verlag-Wien, 1977, ISBN 3-7034-8504-3
- Mathematik für AL. und Kindergärtnerinnen, Westermann-Verlag-Wien, 1978, ISBN 3-7034-8555-8
- Folgen und Reihen, Jugend und Volk, Wien – München, 1980, ISBN 3-7141-5954-1
- Elementargeometrie, Jugend und Volk, Wien München, 1982, ISBN 3-224-15904-9
- Konkrete Unterrichtsarbeit mit Pyramiden, Didaktik der Mathematik (DdM), 23. Jahrgang, Heft 3, Aulis Verlag Deubner, Köln, 1995, ISSN 0343-5334
- Querschnitt Mathematik 1 (und Lösungsheft), Westermann-Verlag-Wien, 1997
- Querschnitt Mathematik 2 (und Lösungsheft), Westremann-Verlag-Wien, 1998
- Querschnitt Mathematik 3 (und Lösungsheft), Westermann-Verlag-Wien, 1999
- Querschnitt Mathematik 4 (und Lösungsheft), Westermann-Verlag-Wien, 2000
- Konstruktionen mit Lineal und rostigem Zirkel, Praxis der Mathematik (PM), Jahrgang 2000, Heft 3, Aulis Verlag Deubner, Köln, 2000, ISBN 3-7614-2246-6
- Mathematik mit dem PC-Im Netz der Medien, – Schulheft 2000, Wien 2000
- Haus der Mathematik, IMN Nr. 192, Wien, April 2003, ISSN 0020-7926
- Mathematik zum An- und Begreifen in der Erlebniswelt des HDMA, Erziehung und Unterricht, Nr. 154, öbv, hpt, Wien, April 2004, ISSN 0014-0325
- 20 Jahre österreichischer mathematischer Film, IMN Nr. 195, Wien, April 2004
- Ein Erlebnisvormittag für Schulklassen im Haus der Mathematik, Erziehung und Unterricht, Nr. 154, öbv, hpt, Wien, Dezember 2004, ISSN 0014-0325
- Zwischen Befreiung und Staatsvertrag, PÄDAK-Verlag, 2005, Wien, ISBN 3-9501954-0-8
- Buchbesprechung F. Auerbach: „Die Furcht vor der Mathematik und ihre Überwindung“. IMN Nr. 200, Wien, Dezember 2005
- Nachwort zu "Gott der Nullen", H. Canaval, Der Drehbuchverlag, Wien, 2011, ISBN 978-3-902676-52-8

## Filme

### Drehbuch und Kommentator
- Die Menge N, Videofilm (45 min), Adi-Mayer-Film (amf), Wien 1983
- Natürliche Zahlen, Videofilm (30 min), BM – UKS und OMV, (pre tv), Wien 1993

### Drehbuch und Produzent
- Gespräche mit Mathematikern-Leopold Schmetterer, Videofilm (55 min), ÖMG und Gerhard Lindbichler, TGV, Wien 2000
- Gespräche mit Mathematikern-Edmund Hlawka, Videofilm (60 min), ÖMG und Gerhard Lindbichler, TGV, Wien 2001
- Gespräche mit Mathematikern-Wolfgang M. Schmidt, Videofilm (60 min), ÖMG und Gerhard Lindbichler und Westermann Wien, TGV, Wien 2002
- Gespräche mit Mathematikern-Harald Niederreiter, Videofilm (65 min), ÖMG und Gerhard Lindbichler, TGV, Wien 2002

### Drehbuch
- Gespräche mit Mathematikern-Peter M. Gruber, Videofilm (65 min), ÖMG und Manfred Gruber, Wien 2011

| Personendaten    | Personendaten                 |
| ---------------- | ----------------------------- |
| NAME             | Lindbichler, Gerhard          |
| KURZBESCHREIBUNG | österreichischer Mathematiker |
| GEBURTSDATUM     | 13. April 1940                |
| GEBURTSORT       | Wien                          |